# Евдокимов, Михаил Павлович
Михаил (Мишель) Павлович Евдокимов (фр. Michel Evdokimov; 19 сентября 1930, Ментона — 1 июля 2025, Сент-Женевьев-де-Буа) — французский богослов, литературовед, православный священник, деятель экуменического движения.. Специализировался на французской, английской и русской литературе. В 1979-2019 года был клириком Архиепископии православных церквей русской традиции в Западной Европе в юрисдикции Константинопольского Патриархата. В 2019 году вместе с архиепископом Иоанном (Реннето) перешёл в Московский Патриархат.

## Биография
Евдокимов родился в Ментоне 19 сентября 1930 года в семье Павла Евдокимова и Натали Брюнель. Он получил степень агреже по английскому языку и преподавал в École alsacienne, прежде чем получил докторскую степень в 1979 году. Затем он был профессором сравнительного литературоведения в Университете Пуатье и специализировался на французской, английской и русской литературе, в частности, на произведениях Фёдора Достоевского.
В начале 1960-х годов, при поддержке, в частности, своего отца Павла Евдокимова, он стал одним из инициаторов создания франкоязычного прихода Святой Троицы в крипте собора святого Александра Невского на улице Дарю в Париже, где он руководил хором почти двадцать лет. Его знание музыки (в 1950-е годы он был одним из певцов знаменитого квартета Кедровых) позволило ему проделать большую работу по адаптации литургических текстов и мелодий для французского языка. Активно участвуя в деятельности Православного братства, он был соучредителем и директором Православной пресс-службы (Service orthodoxe de presse; SOP), а также членом редакции журнала православной духовности Contacts. С тем же стремлением свидетельствовать и открывать Западу православную веру он регулярно участвовал в радиопередачах (на France-Culture, Radio Notre-Dame и др.), а также в телевизионных программах, в том числе в передаче Orthodoxie и на канале KTO. В течение многих лет он был членом руководящего комитета ассоциации «Христианское действие за отмену пыток» (ACAT).
Во время своей первой поездки в Россию он понял, что его призвание — священство. В 1979 году он был рукоположен во диакона, а в 1981 году — во священника в Архиепископии православных церквей русской традиции в Западной Европе, на тот момент входившая в состав Константинопольского патриархата. Сначала он некоторое время служил в крипте на улице Дарю под руководством протоиерея Бориса Бобринского, тогдашнего настоятеля прихода. Затем он стал настоятелем в разных приходах — в храме святителя Николая в Булонь-Бийанкуре и в приходе Богоматери Владычицы в Шавиле. Но его призвание было также и миссионерским. Он решил основать новый приход, посвящённый святым апостолам Петру и Павлу, в Шатене-Малабри на юге Парижа, заметив, что многие православные в этом районе перестали ходить в храм из-за отсутствия поблизости церкви. Позднее он основал приход и в Пуатье. Оставался настоятелем прихода святых апостолов Петра и Павла до выхода на покой в 2019 году. В том же году вместо с его семьёй оставались верны архиепископу Иоанну (Реннето), с которым, как указывается на официальном сайте Архиепископии, «его связывало общее богословское и церковное видение и многолетняя дружба».
Он также преподавал в Коллеже бернардинцев и был председателем Комитета по межцерковным отношениям Ассамблеи канонических православных епископов Франции. Он занимался экуменизмом вместе со своим отцом, вместе с которым основал православную церковь в Шатне-Малабри.
Михаил Евдокимов скончался 1 июля 2025 года в возрасте 94 лет в Русском доме в Сен-Женевьев-де-Буа.

## Эссе
- Lumières d’Orient (1981)
- Pèlerins russes et vagabonds mystiques (1987)
- L’Orthodoxie (1990)
- Le Christ dans la tradition et la littérature russes (1996)
- Une voix chez les orthodoxes (1996)
- Les Chrétiens orthodoxes (2000)
- Ouvrir son cœur — Un chemin spirituel (2004)
- Petite vie du père Men (2005)
- La Prière des chrétiens de Russie (2007)
- Prier 15 jours avec Saint Séraphim de Sarov (2008)
- Prier 15 jours avec Alexandre Men (2010)
- Huit saints pour notre temps (2012)
- Deux martyrs dans un monde sans Dieu — Dietrich Bonhoeffer et Alexandre Men (2015)